# 알렉스 구트

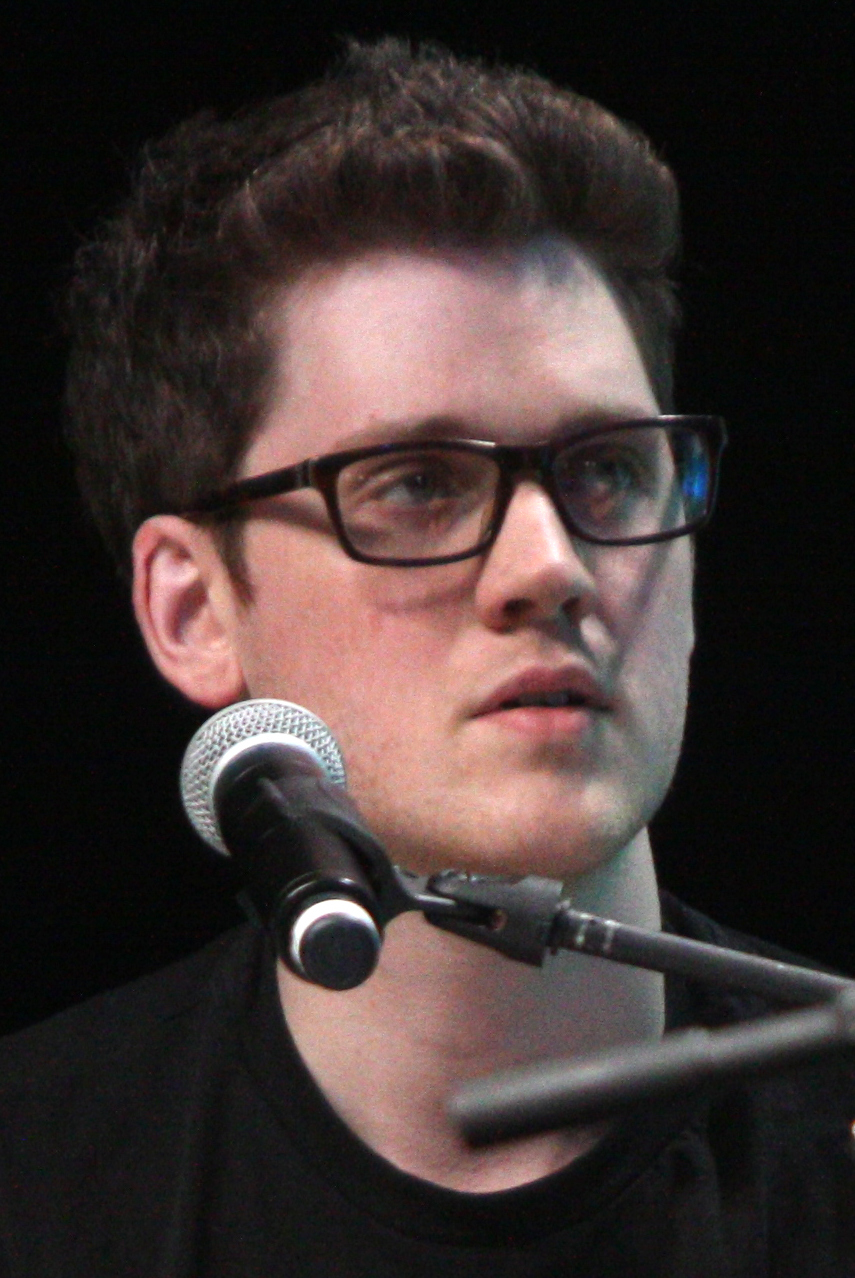
알렉스 구트

알렉산더 조지 구트 (Alexander George Gut, 1988년 3월 15일 ~ ) 또는 알렉스 구트(Alex Goot)는 미국 뉴욕주 포킵시 출신의 싱어송라이터이며, 통기타, 베이스 기타, 피아노, 드럼 세트 등의 악기를 연주할 수 있는 멀티플레이어로 알려져 있다.
대표곡으로 〈Sensitivity〉 등이 있으며, 구트의 유튜브 채널인 GootMusic은 누적 조회수 Top 500에 오름과 동시에 2020년 10월 5일 기준, 약 370만명 이상의 구독자를 기록하였다.